# Whole Lotta Love
Whole Lotta Love este un cântec al trupei engleze de rock Led Zeppelin. Este piesa de deschidere de pe cel de-al doilea album al formației, Led Zeppelin II și a fost lansată ca single în SUA. În SUA a devenit primul lor hit single, primind și discul de aur pe 13 aprilie 1970 după ce s-a vândut într-un milion de copii. Ca și alte melodii ale grupului, Whole Lotta Love nu a fost lansară ca single în Marea Britanie dar a fost, în schimb, distribuită în Germania, Olanda, Belgia și Franța.
În 2004, cântecul a fost clasat pe locul 75 în lista celor mai bune 500 de cântece ale tuturor timpurilor, listă făcută de revista Rolling Stone. În 2009, a fost numit al treilea cel mai bun cântec hard rock al tuturor timpurilor de către VH1.
"Whole Lotta Love" a fost înregistrată la diferite studiouri din New York și Los Angeles în timpul celui de-al doilea turneu al trupei în Statele Unite. Lansarea oficială a melodiei a avut loc pe LP-ul Led Zeppelin II la data de 22 octombrie 1969.

## Componență
- Robert Plant - voce
- Jimmy Page - chitare , voce de fundal
- John Paul Jones - chitară bas
- John Bonham - baterie